# 9411 Hitomiyamoto
9411 Hitomiyamoto este un asteroid din centura principală de asteroizi.

## Descriere
9411 Hitomiyamoto este un asteroid din centura principală de asteroizi. A fost descoperit pe 1 februarie 1995 la Ōizumi de Takao Kobayashi. Asteroidul prezintă o orbită caracterizată de o semiaxă mare de 3,20 ua, o excentricitate de 0,14 și o înclinație de 6,3° în raport cu ecliptica.